# Mihailo Kr. Đorđević
Mihailo Kr. Đorđević (Kragujevac, 16./28. ožujka 1850. — Beograd, 3./16. siječnja 1901.), srpski pravnik, političar i diplomat. Obnašao je dužnosti ministra vanjskih poslova, ministra pravde, ministra unutarnjih poslova, te bio i zastupnik ministra prosvjete Kraljevine Srbije. Bio je opunomoćeni ministar u Parizu i Bukureštu. Bio je i državni savjetnik.

## Vanjske poveznice
- Ministarstvo vanjskih poslova Republike Srbije  Arhivirana inačica izvorne stranice od 1. prosinca 2019. (Wayback Machine) Popis popečitelja i ministara vanjskih poslova od stvaranja prve vlade 1811. godine do današnjeg dana (srp.)[1]
- Policijski glasnik, stručni list za sve policijske radnje, 14. siječnja 1901. (srp.)